# Laksevåg
Laksevåg (Baie aux saumons) est un bydel de Bergen, en Norvège. On y trouve le manoir de Damsgård et son style rococo, ainsi que le plusieurs anciens camps de la Kriegsmarine et le bunker à sous-marins Bruno. La zone fut l'une des plus marquées du pays par les bombardements alliés durant la Seconde Guerre mondiale en raison des installations stratégiques s'y trouvant, ce qui explique le mélange architectural de bâtiments d'avant et d'après guerre. La ville perdit son statut de kommune en 1972 pour devenir un bydel de Bergen.